# 루돌프 립시츠
루돌프 오토 지기스문트 립시츠(독일어: Rudolf Otto Sigismund Lipschitz, 1832년 5월 14일 ~ 1903년 10월 7일)는 독일의 수학자이다.

## 생애
1832년 5월 14일 쾨니히스베르크의 지주의 아들로 태어났다. 어려서 병약하였다. 쾨니히스베르크 대학교에 입학하여, 1853년에 박사 학위를 수여받았다. 1857년에 이웃 지주의 딸 이다 파샤(독일어: Ida Pascha)와 결혼하였다. 1862년에 브로츠와프 대학교 교수가 되었다. 1864년에 본 대학교의 교수로 이전하였다.
1903년 10월 7일 본에서 사망하였다.

## 저서
저서로는 다음이 있다.
- Lehrbuch der Analysis (총 2권, Bonn 1877, 1880)
- Wissenschaft und Staat (Bonn, 1874)
- Untersuchungen über die Summen von Quadraten (Bonn, 1886)
- Bedeutung der theoretischen Mechanik (Berlin, 1876).

## 같이 보기
- 립시츠 연속 함수
- 거리 공간